# Тарасов, Василий Иванович (врач)
Васи́лий Ива́нович Тара́сов (1822—1868) — российский медик, главный врач Крестовоздвиженской общины сестер милосердия, доктор медицины, автор ряда научных трудов.

## Биография
Василий Тарасов родился в 1822 году в семье пономаря Рязанской губернии. В 1840 году поступил на медицинский факультет Московского университета и в 1845 году окончил Императорский московский университет с отличием, получив звание лекаря 1-го отделения. 
По окончании ИМУ Тарасов был назначен уездным врачом в город Кирсанов Тамбовской губернии и в этой должности проработал до 1851 года. 
В 1854 году Василий Иванович Тарасов выдержал экзамен на звание оператора и получил при Императорском Московском университете степень доктора медицины за представленную им диссертацию: «Anatomico-physiologica perinaei humani descriptio» (Москва, 1854). 
Во время Крымской войны 1853—1856 гг. Тарасов В. И. отправился с Крестовоздвиженской общиной сестер милосердия на театр военных действий, где заведовал учреждениями, состоявшими под покровительством великой княгини Елены Павловны. По окончании военной кампании Тарасов был назначен главным врачом этой общины. 
Среди публикаций Тарасова наиболее известны следующие: «Краткий отчет Крестовоздвиженской общины сестер милосердия за 1862 г.» («Медицинский вестник», 1863, № 23—26); «Краткий отчет Крестовоздвиженской общины сестер милосердия за 1864 г.» («Медицинский вестник», 1865, № 40 и «Вестник медицинской жизни», 1865, часть 92, II); «Лечебница для приходящих при Крестовоздвиженской общине сестер милосердия» («Медицинский вестник», 1862, № 19).
Василий Иванович Тарасов умер 6 июня 1868 года в городе Санкт-Петербурге.
В. И. Тарасов являлся почётным членом Московского физико-медицинского общества.